# Aufbauhersteller

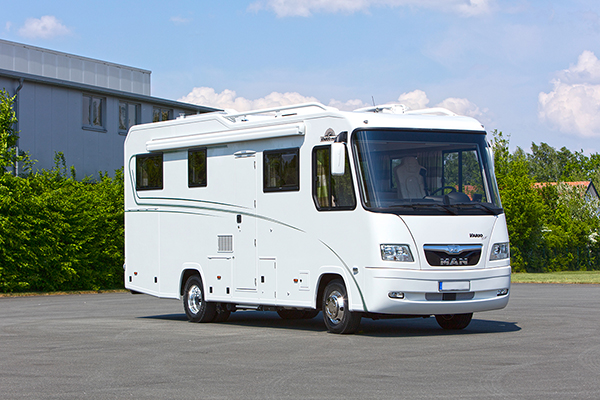
Integrierter Wohnmobilaufbau

Unter Aufbauherstellern versteht man Unternehmen, die Nutzfahrzeuge mit speziellen Aufbauten versehen. Nutzfahrzeughersteller wie Mercedes-Benz, Volkswagen oder MAN AG stellen standardisierte Fahrgestelle her. Darunter versteht man bei Lkw den Fahrzeugrahmen mit Antriebsstrang, Achsen und Fahrerhaus. Der beim Hersteller erhältliche Aufbau besteht oft aus einer Pritsche mit Planenabdeckung für den Stückguttransport oder einem Kippaufbau aus Stahl für Schüttgut und kann auch fest mit dem Fahrgestell verbaut sein wie bei Wohnmobilen oder Spezialfahrzeugen. 
Aufbauhersteller sind sogenannte Mehrstufenhersteller. Bei mehrstufigen Fahrzeugen verwendet der Aufbauhersteller ein Fahrgestell eines Fahrgestell-Herstellers, z. B. auch beim Bau von Reisemobilen. Es ist festgelegt, dass bei der Zulassungsbescheinigung die Fahrgestellnummer des 1. Herstellers erhalten bleibt. Damit hat man in der Fahrgestellnummer, der Herstellerbezeichnung und der Hersteller-Schlüsselnummer den Fahrgestellhersteller, in (D.1) und (D.3) taucht dann der Aufbauhersteller auf. 
Aufbauten für unterschiedliche Branchen und Anwendungszwecke wie Müllaufbauten, Aufbauten für Kehrmaschinen, Betonmischer- und Pumpen, Feuerwehrfahrzeuge, Krankentransporte oder Polizei werden auf Basis eines Fahrgestells von spezialisierten Herstellern (in der Regel Karosseriebauunternehmen und Fahrzeugbauunternehmen) gefertigt und montiert.